# Adam le Fondre
Adam James le Fondre (Stockport, 2 dicembre 1986) è un calciatore inglese di origini francesi, attaccante dello Utd of Manchester.

## Carriera
Calcisticamente cresciuto nel settore giovanile dello Stockport County, esordisce nella terza divisione inglese durante la stagione 2005-2006; in seguito gioca in quarta divisione con le maglie di Rochdale Association e Rotherham United.
Nel 2011 viene acquistato dal Reading, club militante in seconda divisione, con il quale vince il campionato cadetto. Esordisce in Premier League durante la stagione 2012-2013, collezionando 11 reti in 34 presenze; al termine del campionato, tuttavia, la squadra retrocede.
Il 28 luglio 2014 viene acquistato dal Cardiff City, che dopo mezza stagione lo gira in prestito al Bolton; nelle due annate seguenti gioca, sempre con la formula del prestito, al Wolverhampton Wanderers e al Wigan Athletic, mentre nel 2017 fa ritorno al Bolton a titolo definitivo.
Nel 2018 viene ceduto agli australiani del Sydney Football Club, dove vince due campionati consecutivi.
Durante la stagione 2020-2021 gioca in prestito agli indiani del Mumbai City, vincendo anche in questo caso il campionato nazionale.

## Palmarès

### Club

#### Competizioni nazionali
- Campionato australiano: 2

Sydney FC: 2018-2019, 2019-2020
- Campionato indiano: 1

Mumbai City: 2020-2021

### Individuale
- FA Premier League Player of the Month: 1

2012-2013 - Gennaio
- Squadra dell'anno della PFA: 1

League Two 2009-2010